# 30e brigade mécanisée
Pour les articles homonymes, voir 30e brigade.
La 30e brigade mécanisée, de son nom complet la 30e brigade séparée mécanisée nommée d'après le prince Constantin Ostrogski (en ukrainien : 30-та окрема механізована бригада імені князя Костянтина Острозького, abrégé 30 ОМБр ; numéro d'unité militaire А0409), est une grande unité d'infanterie mécanisée de l'Armée de terre ukrainienne.
Héritière de la 30e division de chars de la Garde qui tenait garnison durant presque toute la guerre froide dans la même ville, la brigade actuelle porte le nom de Constantin Ostrogski.

## Historique

### Seconde guerre mondiale (division soviétique)
La brigade actuelle est l'héritière d'une série d'unités antérieures, soviétiques (de 1941 à 1991) puis ukrainiennes (depuis 1992) :
- la 30e brigade mécanisée (depuis 2016) ;
- la 30e brigade mécanisée de la Garde (2004–2016) ;
- la 30e division de chars de la Garde (1957–2004) ;
- la 11e division mécanisée de la Garde (1945–1957) ;
- la 13e division de cavalerie de la Garde (1943–1945) ;
- et la 83e division de cavalerie (1941–1943).

La 83e division de cavalerie (en russe : 83-я кавалерийская дивизия) de l'Armée rouge est mise sur pied en septembre 1941 à Samarcande, en Ouzbékistan. En octobre, elle est affectée à la 61e armée, participant à partir de la fin décembre au sein du front de Briansk, près de Riajsk, à la contre-offensive soviétique marquant la fin de la bataille de Moscou. La division est retirée du front en février 1942 pour être recomplétée.
Le 15 janvier 1943, la 83e division participe au sein du 7e corps de cavalerie au raid de Kantemirovka, reprenant les nœuds ferroviaires d'Urazovo et Valouïki. En récompense, dès le 19 janvier, l'unité reçoit le titre d'unité de la Garde, puis le 14 mars 1943 est renommée 13e division de cavalerie de la Garde (13-я гвардейская кавалерийская дивизия).
Elle est engagée à partir de janvier 1944 dans les combats pour l'Ouest de l'Ukraine, participant à la reprise de Loutsk et de Rovno, menant notamment un raid jusqu'à Doubno en mars 1944. D'où le 7 février 1944, l'octroi du titre honorifique «Ровенская» (Rovenskaïa, « de Rovno »). Ensuite c'est la bataille de Debrecen en octobre 1944, dont la prise de cette ville lui permet d'obtenir le 14 octobre l'ordre du Drapeau rouge ; enfin la conquête d'une partie de la Slovaquie, notamment les villes de Komárno, Nové Zámky, Šurany et Vráble, lui vaut le 17 mai 1945 l'ordre de Souvorov.
Dès juin 1945, la division est rapatriée à Novograd-Volynski (ville renommée Zviahel en 2022) dans le Nord-Ouest de l'Ukraine (alors le district militaire des Carpates), où elle va rester pendant quasiment toute la guerre froide. 

### Guerre froide
Le 1er août 1945, elle est renommée la 11e division mécanisée de la Garde (11-я гвардейская механизированная дивизия) à la suite de sa motorisation. La division est envoyée en novembre-décembre 1956 réprimer la révolution hongroise, revenant chez elle en janvier 1957. Le 4 juin 1957, elle prend le nom de 30e division de chars de la Garde (30-я гвардейская танковая дивизия), devenant une unité-cadre en sous-effectif qui ne doit être complétée qu'en cas de mobilisation. Elle est notamment constituée à partir de cette date des 276e, 282e de la Garde et 325e régiments de chars, du 319e régiment de fusiliers motorisés de la Garde, du 855e régiment d'artillerie de la Garde et du 937e régiment antiaérien de la Garde. En 1985, la division compte seulement 3 950 hommes, mais dispose de 328 T-72M, 234 BMP-1, 17 BTR-60, 108 obusiers de 122 mm D-30 et 18 obusiers automoteurs de 152 mm 2S3.

### Brigade ukrainienne
À la suite de la déclaration d'indépendance de l'Ukraine le 24 août 1991 (confirmée par le référendum du 1er décembre) et à la disparition de l'URSS le 26 décembre, les Forces armées soviétiques sont théoriquement mises sous contrôle de la CEI (sous le nom de Forces armées conjointes de la CEI), puis très vite les unités des districts militaires des Carpates, de Kiev et d'Odessa forment les Forces armées de l'Ukraine. En février 1992, les unités constituant la 30e division de chars de la Garde (en ukrainien : 30-та гвардійська танкова дивізія) prêtent serment d'allégeance à l'Ukraine et sont intégrées au 8e corps d'armée.
Le 20 octobre 1999, la division rajoute à ses titres le nom «Новоград-Волинська» (Novohrad-Volynskyi, le nom ukrainien de Novograd-Volynski, aujourd'hui Zviahel). Le 30 octobre 2003, conformément à la directive du ministre de la Défense, elle est réduite à une brigade de chars (comportant trois bataillons de chars pour un d'infanterie mécanisée). Puis, le 30 juillet 2004, elle a été transformée en 30e brigade mécanisée de la Garde (alignant désormais trois bataillons mécanisés pour un de chars). Des détachements ont été envoyés en mission de maintien de la paix pour l'ONU au Sierra Leone, au Liban et au Kosovo, ainsi qu'en Irak.
En 2014, durant le début de la guerre du Donbass, elle est engagée dans la bataille pour Sievierodonetsk Lyssytchansk et Roubijné du 22 mai 2014, puis dans les combats pour Roubijné, Sievierodonetsk et Lyssytchansk. Elle participe aussi à la bataille de Debaltseve en 2015.
Le 18 novembre 2015, la brigade remplace ses titres hérités de la période soviétique par le nom de Constantin Ostrogski, un prince ruthène du grand-duché de Lituanie au début XVIIe siècle, qui a fait la guerre à la Moscovie. En 2016, la brigade perd son titre d'unité de la Garde, dans le cadre de la décommunisation en Ukraine.

### Invasion russe de l'Ukraine

#### Bataille du Donbass (février - septembre 2022)
Au moment de l'invasion de l'Ukraine en 2022, la 30e brigade mécanisée est positionnée devant l'arc de Svitlodarsk, près de Horlivka sur les défenses ukrainiennes de 2014. Le 47e bataillon séparé est créé durant les premiers jours et affecté à la 30e brigade. Il combat du côté de Borodianka. Le 2e bataillon motorisé soutient la 24e brigade mécanisée du côté de Popasna. Le 6 mai 2022, la brigade a reçu la distinction Pour le Courage et la Bravoure. Elle parvient à tenir ses positions jusqu'au 24 mai 2022, où elle est contrainte de reculer après la percée de Popasna qui menace son flanc nord. La brigade se replie alors entre Novolouhanske et Vidrodzhennya (uk) puis Klynove. Début mai, des unités de chars de la brigade sont également engagées en soutien de la 80e brigade d'assaut aérien qui repousse les tentatives russes de traverser le Donets. À la mi-juin, la brigade est relevée par la 72e brigade mécanisée alors que les Russes passent à l'offensive en direction de Bakhmout.
À partir d'août 2022, la brigade est redéployée au nord de Sloviansk afin de contenir l'offensive russe en cours, en rotation de la 80e brigade qui se prépare à la contre-offensive de Kharkiv et de la 79e brigade d'assaut aérien qui est envoyée à Marïnka. Postée en amont de Krasnopillia, au sud de Dovhenke, la brigade subit de violentes attaques, notamment entre Dibrovne et Mazanivka notamment entre les 15 et 20 août, jusqu'à que la zone soit libérée à la mi-septembre. Au moment de la contre-offensive, la 30e brigade fixe les troupes russes progressant au sud d'Izioum. Ils participent à la libération de la ville, s'emparant d'une grande quantité de matériel.

#### Bataille de Bakhmout (septembre 2022 - septembre 2023)
Fin septembre 2022, la 30e brigade est envoyée à Bakhmout pour relayer la 72e brigade mécanisée qui protège le flanc sud devant la route T0513. Entre la fin septembre et octobre, elle parvient à stabiliser le front autour des localités d'Odradivka et Mykolaivka Druha devant le canal Siversky Donets. La brigade est déployée alors que l'offensive du groupe Wagner s'intensifie au cours de l'hiver, et les ukrainiens sont forcés de reculer jusqu'à Kurdyumivka. Malgré l'arrivée en renfort de la 53e brigade mécanisée sur le flanc sud ; l'avancée de Wagner est lente mais inexorable autour de la ville. À la mi-décembre, la 30e brigade est temporairement retirée du front, remplacée par la 28e brigade mécanisée après plus de deux mois de violents combats. Elle est renvoyée à Bakhmout à la fin janvier 2023, cette fois-ci sur le flanc nord, alors que les Russes se sont emparés de Soledar et menacent Bakhmout d'encerclement par le nord. La brigade se bat alors pour les localités Paraskoviivka (en) et Krasna Hora (en) qui tombent à la mi-février. La brigade se replie alors sur Zaliznyanske.
En mars 2023, le soldat prisonnier filmé lors de son exécution par les Russes après avoir déclaré Slava Ukraini ! est d'abord identifié comme étant Tymofiy Mykolaïovytch Chadoura, un membre de la 30e brigade mécanisée ukrainienne porté disparu depuis le 3 février 2023,,,. L'homme est finalement reconnu comme étant Oleksandr Matsievsky, de la 119e brigade territoriale. Entre mars et mai 2023, la brigade poursuit des opérations défensives au nord de Bakhmout, autour de l'autoroute M03, se battant pour les villages de Min'kivka et Orikhovo-Vasylivka empêchant un encerclement par le nord-ouest. En juillet, elle mène des contre-attaques, soutenue par des éléments de la 127e brigade de défense territoriale et de la 56e brigade motorisée, reprenant le village d'Orichovo-Vasylivka sur le flanc nord de Bakhmout. Entre juin et septembre 2023, la brigade combat toujours au nord de Bakhmoutet mène une série de contre-attaques locales sur les positions avanées russes,.

#### Secteurs de Soledar et de Koupiansk (depuis septembre 2023)
Dans les mois suivants, la brigade continue à combattre dans le secteur de Bakhmut, mais en septembre, les 1er et 2e bataillon de la brigade sont détachés pour être utilisés afin de défendre le secteur de Koupiansk. Dans ce secteur, les bataillons, entre décembre 2023 et janvier 2024, appuient la 14e brigade mécanisée en repoussant plusieurs assauts russes majeurs sur le village de Synkivka, infligeant de lourdes pertes aux 25e brigade et 138e brigade de fusiliers motorisés de la Garde. Au cours du premier semestre 2024, avec la 4e brigade de chars, elle repousse toutes les tentatives d'avancée russes dans la région de Koupiansk, infligeant de nombreuses pertes aux unités mécanisées adverses.

## Structure

### Ordre de bataille

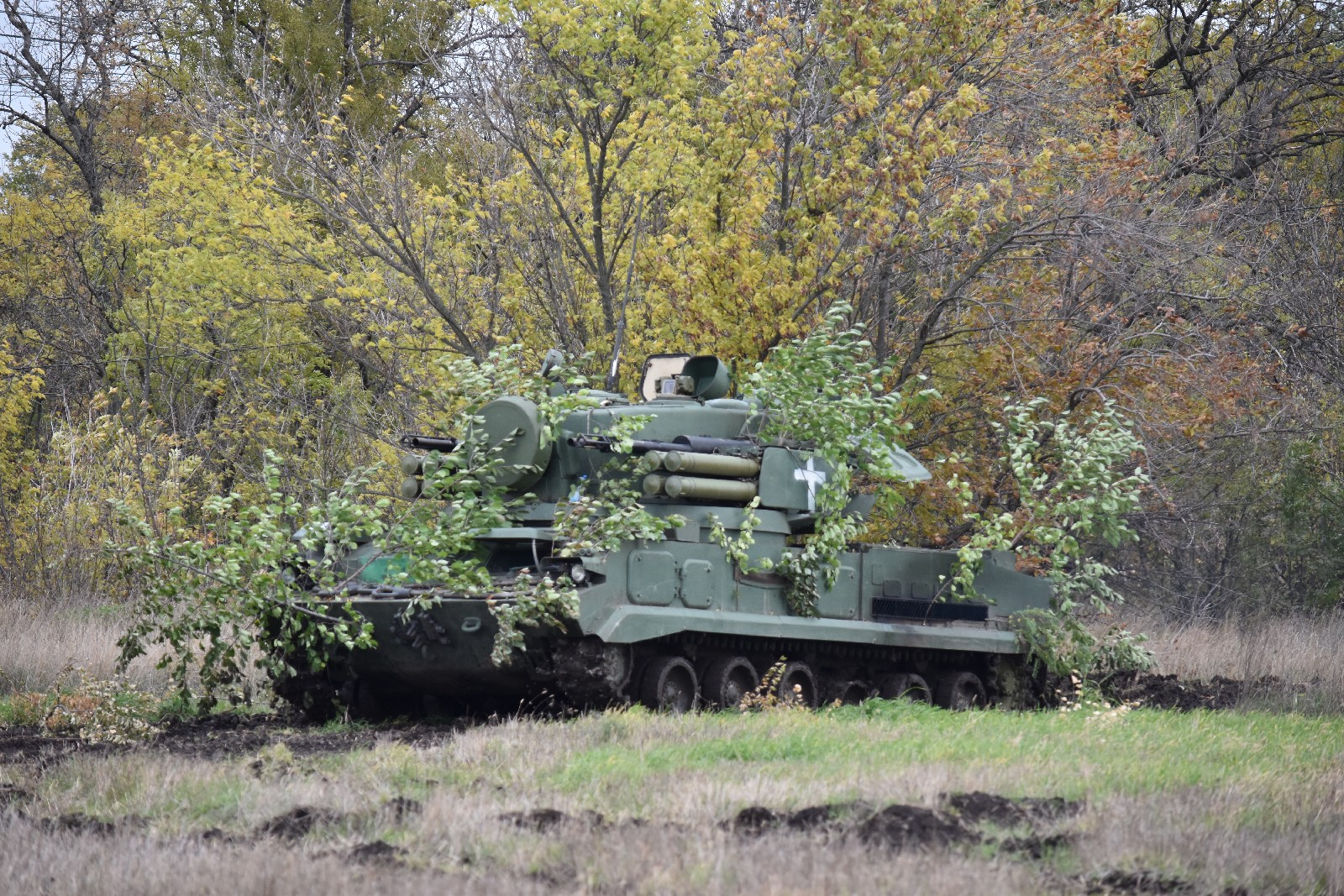
Un système antiaérien 2K22 Toungouska de son unité antiaérienne lors de la bataille de Bakhmout.

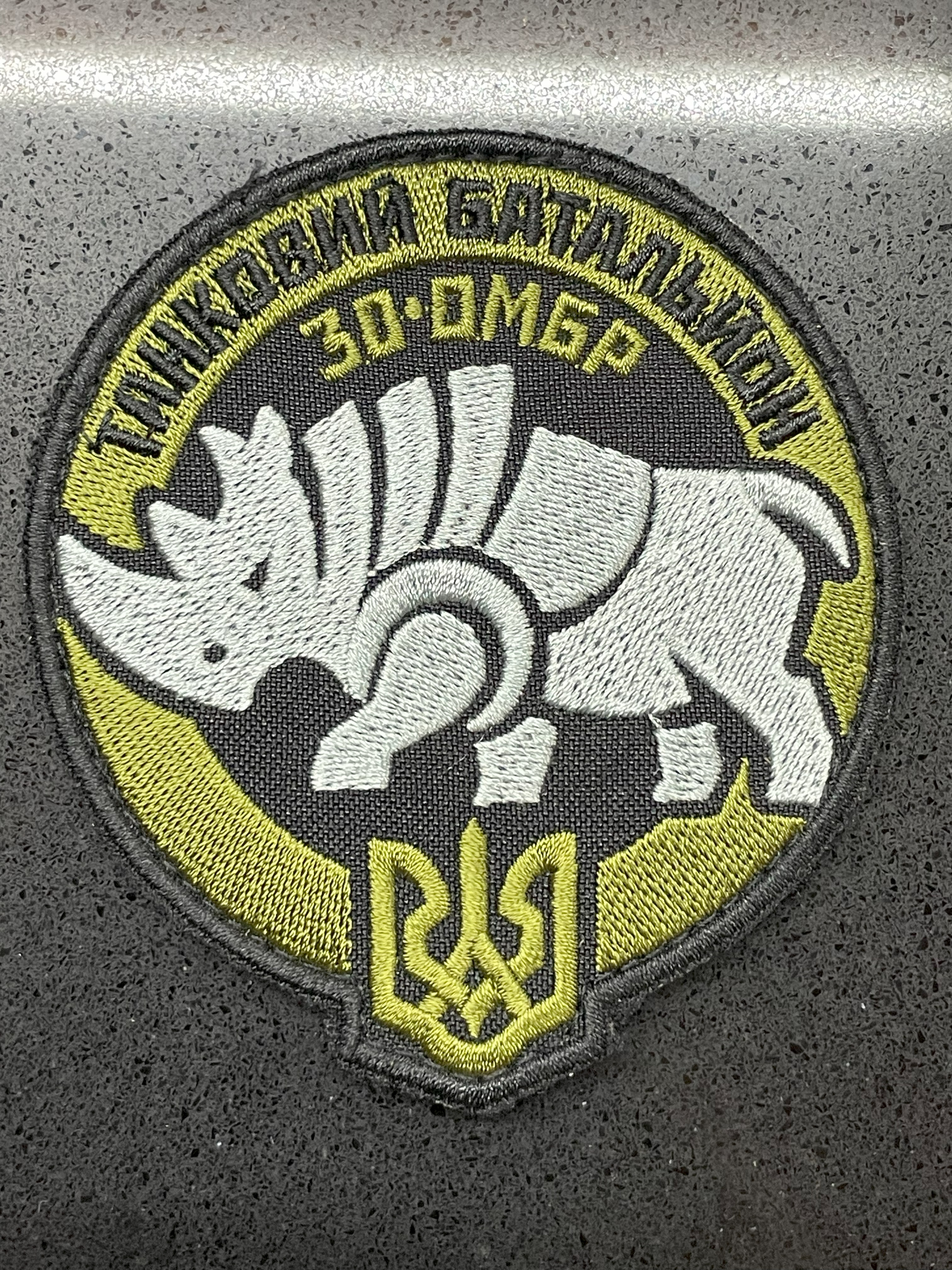
Insigne d’épaule de 2023.

En janvier 2025, l'ordre de bataille connu en sources ouvertes comprend :
- État-major de la brigade ;
  - 
    -  Compagnie de protection du QG ;
    -  unité de recrutement[27] ;

  -  1er bataillon mécanisé ;
  -  2e bataillon mécanisé ;
  -  3e bataillon mécanisé ;
  -  1re bataillon de fusilliers ;
  -  2e bataillon de fusilliers ;
  -  bataillon de véhicule sans pilote « Les faucons pèlerins maléfiques » (en ukrainien : Злі сапсани (Zli sapsany))
  -  bataillon antiaérien (2K22 Toungouska et 9K35 Strela-10) ;
  -  Compagnie de reconnaissance ;
  -  bataillon du génie ;
  -  bataillon logistique ;
  -  bataillon de maintenance ;
  -  compagnie de transmissions ;
  -  compagnie de radars (désignation d'objectifs) ;
  -  compagnie médicale (soins et évacuation) ;
  -  compagnie de défense NRBC ;

- Unités incertaines en sources ouvertes en 2025
  -  2e bataillon d'infanterie motorisée « Horyn » (uk) (ex 2e bataillon de défense territoriale «Горинь», Horyn, levé à partir de mai 2014 dans l'oblast de Rivne) ;
  -  bataillon de chars (des T-72 et T-80) ;
  -  groupe d'artillerie de la brigade :
    - batterie de contrôle et d'acquisition de cibles ;
    - bataillon (дивізіон)[28] d'artillerie automotrice (2S3 Akatsiya) ;
    - bataillon d'artillerie automotrice (2S1 Gvozdika) ;
    - bataillon de lance-roquettes multiples (BM-21 Grad) ;
    - bataillon antichar (MT-12 Rapira) ;

  -  compagnie de guerre électronique ;
  -  compagnie de tireurs d'élite.

### Équipements
La brigade est équipée de matériel soviétique et ne semble pas avoir bénéficié des livraisons occidentales :
- un bataillon de chars : T-80U et UK ainsi qu'au moins un T-90M saisis à la Russie.
- Bataillons mécanisés : véhicules BMP-1, BMP-2 et MT-LB.
- Compagnie de reconnaissance : véhicules BRDM-2
- Groupe d'artillerie : un bataillon avec des pièces 2S1 Gvozdika de calibre 122mm, un bataillon de 2S3 Akatsia, un bataillon MLRS équipé de BM-21 Grad.
- Bataillon antiaérien : doté de canons 2K22 Toungouska et 9K35 Strela-10.

### Commandants
- 17 novembre 1997 — 23 décembre 1999 : Mykhaïlo Koval ;
- 23 décembre 1999 — 18 juillet 2002 : Victor Michakovskiy ;
- 18 juillet 2002 — 21 février 2005 : Petro Lytvyn ;
- 21 février 2005 — 18 juillet 2006 : Ioury Mikolenko ;
- 18 juillet 2006 — 6 décembre 2008 : Ihor Dovhan ;
- 16 décembre 2008 — 16 juillet 2014 : Oleksandr Nesterenko ;
- 16 juillet 2014 — 17 mars 2015 : Vitali Iakoubov ;
- depuis le 17 mars 2015 - juin 2022 : lt-colonel Ivan Garaz[29] ;
- à partir de juin 2022 : colonel Volodymyr Silenko.